# コウォンタイの鍛冶場

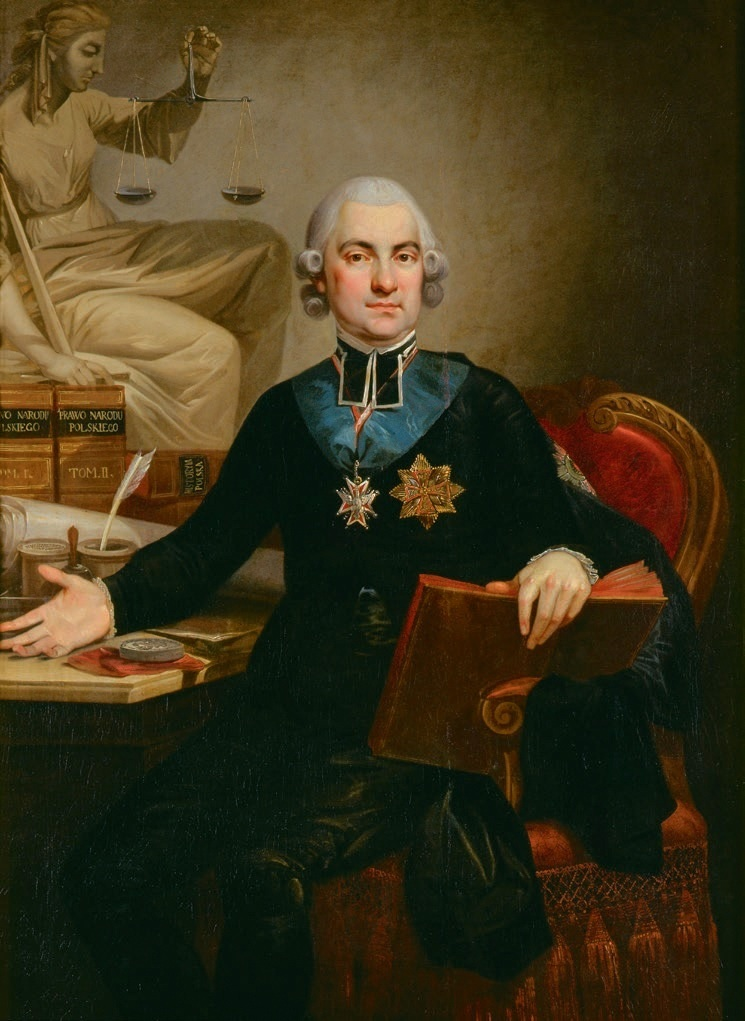
フーゴ・コウォンタイ

コウォンタイの鍛冶場またはコウォンタイの鍛冶工場 (ポーランド語: Kuźnica Kołłątajowska) は、ポーランド・リトアニア共和国末期の四年セイム（大セイム）期に活動した、政治家や作家の団体。
ポーランド啓蒙主義の旗手である思想家フーゴ・コウォンタイ（Hugo Kołłątaj）を中心に結成され、ポーランドの改革を進める政党愛国派の急進左派を形成した。彼らは当時同時進行していたフランス革命の影響を受け、その思想をポーランドに導入しようとして、封建制や貴族特権を批判するパンフレットを作った。なお、「コウォンタイの鍛冶場」という名は敵対者たちがつけた名で、本来は軽蔑的な意味を持っていた。

## 初期の活動
コウォンタイはセイム（全国議会）議長のスタニスワフ・マワホフスキにたびたび匿名の書簡を送り、「鍛冶場」の声明を発表させていた。この書簡は1788–1789年に『スタニスワフ・マワホフスキへ - 匿名筆者からの書簡集』 (Do Stanisława Małachowskiego... Anonyma listów kilka)と題して出版された。1790年には内容を追加した『ポーランド国家のポーランド法』 (Prawo polityczne narodu polskiego)が出版された。コウォンタイは、マグナート（大貴族）に牛耳られて機能不全に陥っていたポーランド・リトアニア共和国の政治を批判し、実行力のある権力（王権）の強化、国軍の強化、自由拒否権の撤廃、差別なき課税、市民や農民など恵まれない階級の開放などを主張した。「鍛冶場」の主張は極めて洗練されたもので、後の1791年5月3日憲法の中核として採用された。

## 民衆の支持
コウォンタイらは、当時のポーランド・リトアニアの一般民衆にも大きな影響力を持っていた。彼らは議会の中で戦うのみならず、議場の外の市民を集めて巨大な支持基盤としようとした。また彼らは巧みな風刺パンフレットを発行して、反対派を嘲弄した 。
「鍛冶場」の活動家の多くは、参政権を持つシュラフタ（貴族）層出身ではなかった。その代わりに国内の多くの都市のブルジョワジーと強い関係を結んでおり、彼らを支持者として動員することも可能だった。このことはポーランド・リトアニアにおけるブルジョワジーの政治的地位を大きく高め、彼らに参政権を与えようとする動きが生まれるもとになったが、同時に既得権層がブルジョワジーを警戒して、改革への反抗を強めることにもなった。
「鍛冶場」のメンバーはそれほど多くなく、ワルシャワにあったコウォンタイの自宅で会合が開けるほどだった。コウォンタイ以外の主な活動家は、フランチシェク・サレズィ・イェジェルスキ、フランチシェク・クサヴェリ・ドモホフスキ（Franciszek Ksawery Dmochowski）、ユゼフ・メイエル、アントニ・トレビツキ、フランチシェク・イェルスキ、トマシュ・マルシェフスキ、ヤン・デンボフスキ、カジミェシュ・コノプカらが挙げられる。また支持者としては、フランチシェク・ザブウォツキ（Franciszek Zabłocki）、ヤン・シニャデツキ（Jan Śniadecki）、ユリアン・ウルスィン・ニェムツェヴィチらが有名である。 
5月3日憲法が成立した後、これを危険視したマグナートがタルゴヴィツァ連盟を結成し、その求めに応じてロシアがポーランドに侵攻した。このポーランド・ロシア戦争はポーランド愛国派（改革派）の敗北に終わり、「鍛冶場」のメンバーの多くはこの時や第三次ポーランド分割の際に国外へ亡命した。コウォンタイ自身は穏健な改革派であったが、一部の活動家は武装蜂起を選び、1794年のコシチュシュコの蜂起の中核となった。
「鍛冶場」が会合を開いたコウォンタイの家は、ワルシャワ郊外のソレツにある。